# Kocku von Stuckrad
Kocku von Stuckrad (* 6. April 1966 in Kpandu, Ghana/Westafrika) ist ein deutscher Religionswissenschaftler.

## Leben
Kocku von Stuckrad studierte Vergleichende Religionswissenschaft, Philosophie und Judaistik an den Universitäten Bonn und Köln und schloss das Studium mit der Magisterprüfung im Jahr 1995 ab. Es schlossen sich ein Promotionsstudium von 1997 bis 1999 und eine Dozententätigkeit im Fach Religionswissenschaft in den Jahren 1997 bis 2002 an der Universität Bremen an, wo er sich schließlich auch im Juli 2002 habilitierte.
Ab dem Frühjahr 2002 hatte er eine einjährige Gastprofessur auf dem Lehrstuhl für Religion der Gegenwart an der Universität Bayreuth inne. Danach war er Assistenzprofessor für History of Hermetic Philosophy and Related Currents (auf Deutsch: Geschichte der Hermetischen Philosophie und Verwandter Strömungen) am Department of Art, Religion and Cultural Studies (etwa: Fachbereich für Kunst, Religion und Kulturkunde) der Faculty of Humanities (Geisteswissenschaftlichen Fakultät) der Universiteit van Amsterdam (Lehrstuhlinhaber: Wouter J. Hanegraaff). Zum 1. September 2009 übernahm er eine Professur für Religionswissenschaft an der Reichsuniversität Groningen.
Von Stuckrad ist Mitglied der Tierschutzpartei. Seit 2024 ist er Beisitzer im Berliner Landesverband.

## Schriften

### Monographien
- Frömmigkeit und Wissenschaft: Astrologie in Tanach, Qumran und frührabbinischer Literatur (= Europäische Hochschulschriften. Reihe 23: Theologie. Band 572). Lang, Frankfurt 1996, ISBN 3-631-49641-9 (zugleich überarbeitete Magisterarbeit Universität Bonn 1994).
- Lilith: im Licht des schwarzen Mondes zur Kraft der Göttin. Aurum, Braunschweig 1997, ISBN 3-591-08411-5 (2. Auflage im gleichen Umfang: Aurum, Bielefeld 2004, ISBN 3-89901-411-1).
- Das Ringen um die Astrologie: jüdische und christliche Beiträge zum antiken Zeitverständnis (= Religionsgeschichtliche Versuche und Vorarbeiten. Band 49). Walter de Gruyter, Berlin u. a. 2000, ISBN 3-11-016641-0 (zugleich Dissertation Universität Bremen 1999).
- Schamanismus und Esoterik: Kultur- und wissenschaftsgeschichtliche Betrachtungen (= Gnostica. Band 4). Peeters, Leuven (Belgien) 2003, ISBN 90-429-1253-7 (zugleich überarbeitete Habilitationsschrift Bremen 2001).
- mit Hans G. Kippenberg: Einführung in die Religionswissenschaft – Gegenstände und Begriffe. Beck, München 2003, ISBN 3-406-50207-5.
- Geschichte der Astrologie: von den Anfängen bis zur Gegenwart. Beck, München 2003, ISBN 3-406-50905-3.
  - Ausgabe mit kartoniertem Einband im gleichen Umfang (= Beck’sche Reihe. Band 1752): Beck, München 2007, ISBN 978-3-406-54777-5.
  - Übersetzungen in das Spanische (2005), Italienische (2005), Brasilianische Portugiesisch (2007).
- Was ist Esoterik? Kleine Geschichte des geheimen Wissens. Beck, München 2004, ISBN 3-406-52173-8.
  - englische Übersetzung von Nicholas Goodrick-Clarke als Western esotericism: a brief history of secret knowledge. Equinox, London und Oakville 2005, ISBN 1-84553-034-9.
- Die Seele im 20. Jahrhundert. Eine Kulturgeschichte. Wilhelm Fink, Paderborn 2019, ISBN 978-3-7705-6437-8
- Nach der Ausbeutung. Wie unser Verhältnis zur Erde gelingen kann. Europa-Verlag, Berlin 2024.

### Als Herausgeber
- mit Brigitte Luchesi: Religion im kulturellen Diskurs / Religion in cultural discourse: Festschrift für Hans Gerhard Kippenberg zu seinem 65. Geburtstag / Essays in honour of Hans Gerhard Kippenberg (= Religionsgeschichtliche Versuche und Vorarbeiten. Band 52). Walter de Gruyter, Berlin u. a. 2004, ISBN 3-11-017790-0 (Beiträge teilweise auf Deutsch, teilweise auf Englisch).
- mit Günther Oestmann und H. Darrel Rutkin: Horoscope and Public Spheres: Essays on the History of Astrology (= Religion and Society. Band 42). Walter de Gruyter, Berlin u. a. 2005, ISBN 978-3-11-018545-4.
- als assistierender Herausgeber mit dem Hauptherausgeber Bron Raymond Taylor: The Encyclopedia of Religion and Nature. 2 Bände. Thoemmes Continuum, London und New York 2005, ISBN 1-84371-138-9.
- The Brill Dictionary of Religion. 4 Bände. Brill, Leiden u. a. 2006, ISBN 90-04-12429-2.

### Aufsätze (Auswahl)
- Heilung durch die Geister: der moderne westliche Schamanismus. In: Werner H. Ritter und Bernhard Wolf (Hrsg.): Heilung – Energie – Geist: Heilung zwischen Wissenschaft, Religion und Geschäft (= Biblisch-theologische Schwerpunkte. Band 26). Vandenhoeck und Ruprecht, Göttingen 2005, ISBN 3-525-61585-X, S. 187–207.
- Moderne Astrologie: Hermeneutik der Seele. In: Alfred Bellebaum und Detlef Herbers (Hrsg.): Glücksangebote der Alltagswelt. Aschendorff, Münster 2006, ISBN 3-402-00403-8, S. 207–227.
- Interreligious Transfers in the Middle Ages: The Case of Astrology. In: Journal of Religion in Europe 1 (1) / 2008, S. 34–59 (hier lesbar als elektronische Version).